# Ponta da Madeira
El terminal marítimo de Ponta da Madeira es uno de los puertos principales  de Brasil y de toda América Latina. Es un puerto privado perteneciente a Vale S.A., y se encuentra localizado en la ciudad de São Luís, en el estado de Maranhão. Se destina principalmente a la exportación de mineral de hierro traído del proyecto Serra dos Carajás, en Pará. En 2020, el puerto de Ponta da Madeira manejó 190,1 millones de toneladas. Es el puerto que más carga transporta en todo Brasil.

## Características
La terminal y el más antiguo aledaño Puerto de Itaqui se sitúan en la costa este de la Bahía de São Marcos. Ambos se utilizan principalmente para cargar mineral de hierro, pero también cada vez más para cargas a granel, especialmente de productos agrícolas. El puerto tiene capacidad para transportar buques de hasta 500 m de eslora y 500.000 toneladas. 
Fue elegido como el término de la Estrada de Ferro Carajas, donde los trenes descargan mineral de hierro para su envío al exterior, principalmente a Europa y Asia Oriental. La terminal, colindante con la bahía de Sao Marcos (San Marcos) tiene un calado natural de 26 metros (86 pies) durante la marea baja; Las mareas de 14 m (46 ') demostraron ser un problema importante debido a las fuertes corrientes generadas, pero se evitaron mediante la colocación de "rompedores" de hormigón submarinos.
Es una de las únicas terminales del país aptas para los barcos ultragrandes Valemax.
En los últimos años, Vale ha anunciado su intención de construir enormes siderúrgicas junto a la terminal. 